# Joseph Fesch
Joseph Fesch forma spolszczona Józef Fesch (ur. 3 stycznia 1763 w Ajaccio na Korsyce, zm. 13 maja 1839 w Rzymie) – francuski duchowny, arcybiskup Lyonu, kardynał, kolekcjoner sztuki, przyrodni brat matki Napoleona, Letycji.

## Życiorys
Po wczesnej śmierci męża Hieronima Ramolino († 1755) matka Letycji Angela Maria wyszła ponownie za mąż za Szwajcara Franza Fescha, kapitana wojsk genueńskich na Korsyce, Józef był jej jedynym dzieckiem z drugiego małżeństwa. Przeznaczony przez rodziców do stanu duchownego, został wysłany w wieku lat 15 na studia w seminarium w Aix-en-Provence. Przed rokiem 1789 Fesch został mianowany archidiakonem i sekretarzem kapituły w Ajaccio. W roku 1793 musiał wraz z Letycją i jej młodszymi dziećmi uciekać z Korsyki do Francji, gdyż rodzina Buonaparte opowiedziała się po stronie rewolucji, przeciw proangielskim planom Pasquale Paolego. Po przybyciu do Francji Józef, który znalazł się bez środków do życia, zrzucił sutannę i zaczął prowadzić interesy jako dostawca wojskowy, co mu umożliwiło udzielanie pomocy siostrze Letycji, która żyła w nędzy. W 1795 roku, w czasie kampanii Napoleona w Italii, Fesch działał u jego boku jako generalny liwerant wojskowy i zgromadził duże fundusze.
Po zwycięskiej dla Francuzów kampanii włoskiej Fesch postanowił powrócić do stanu duchownego i po miesięcznej pokucie w opactwie Saint-Sulpice został już w 1797 r. kanonikiem w Bastii. W 1801 roku, w czasie konsulatu Napoleona, prowadził jako przedstawiciel Pierwszego Konsula pomyślnie zakończone negocjacje z Rzymem w sprawie konkordatu. 15 sierpnia 1802 roku Fesch został konsekrowany na arcybiskupa Lyonu, a w 1803 r. otrzymał od Piusa VII purpurę kardynalską.
W tym samym roku Napoleon mianował wuja francuskim ambasadorem przy Stolicy Piotrowej. Główną zasługą Fescha jako dyplomaty było uzyskanie zgody papieża na wyjazd do Paryża na koronację Napoleona i Józefiny. W 1806 roku Napoleon odwołał wuja ze stanowiska ambasadora i Fesch udał się do swej archidiecezji w Lyonie. Osiadły teraz we Francji, często grał ważną rolę przy łagodzeniu konfliktów między władzami państwowymi a Kościołem: m.in. odwiódł siostrzeńca od stworzenia niezależnego od Rzymu narodowo-katolickiego kościoła galikańskiego. W latach 1809–1811 Fesch przewodniczył konferencji biskupiej, którą cesarz nakazał zwołać w celu powzięcia uchwały o obsadzaniu stanowisk biskupich w kościele bez zgody papieża. Projekt upadł większością ośmiu głosów (w tym Fescha) wobec trzech, co sprowadziło na Fescha niełaskę cesarską i usposobiło doń pomyślnie Piusa VII.
W czasie 100 dni Napoleona kardynał stanął po stronie siostrzeńca i został mianowany parem Francji. Po bitwie pod Waterloo Fesch bojąc się prześladowań ze strony Burbonów osiadł w Rzymie, gdzie pozostał do końca życia, dzieląc wygnanie z siostrą Letycją i siostrzeńcem Lucjanem. Nie uległ naciskom rządu francuskiego i nigdy nie zrzekł się godności arcybiskupa Lyonu. Archidiecezja była w tych latach administrowana przez koadiutora.

## Kolekcja
Józef Fesch pozostawił kolekcję obrazów, której część zapisał miastom Lyon i Ajaccio. Oba miasta posiadają dziś muzea jego imienia. Kolekcjonował głównie malarstwo włoskiego renesansu. W skład jego kolekcji wchodziło w sumie około 16 tys. obrazów (niejednocześnie), w tym tak znane obrazy jak: Święty Hieronim na pustyni Leonarda da Vinci, Pokłon pasterzy Giorgione, Ukrzyżowanie Monda Rafaela. W 1856 wystawiono mu w Ajaccio statuę z brązu.